# Hałaunyja Lady
Hałaunyja Lady (biał. Галаўныя Ляды; ros. Головные Ляды, Gołownyje Lady) – wieś na Białorusi, w obwodzie mińskim, w rejonie berezyńskim, w sielsowiecie Bahuszewiczy. W 2009 roku liczyła 111 mieszkańców.